# Neuberger Museum of Art

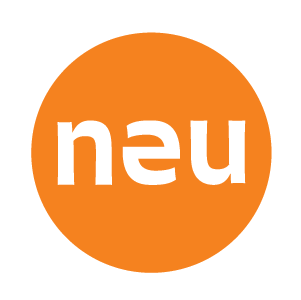
Museumslogo

Das Neuberger Museum of Art (NEU) gehört zum Purchase College in Purchase, New York. Mit einer Sammlung von über 6000 Werken moderner, zeitgenössischer und afrikanischer Kunst ist es eines der größten und renommiertesten akademischen Museen in den Vereinigten Staaten. Das Neuberger Museum of Art ist ein Bildungs- und Lernzentrum und befindet sich in einem von Philip Johnson entworfenen Gebäude auf dem Campus des Purchase College der State University of New York. Das Museum zeigt Ausstellungen moderner, zeitgenössischer und afrikanischer Kunst.

## Geschichte

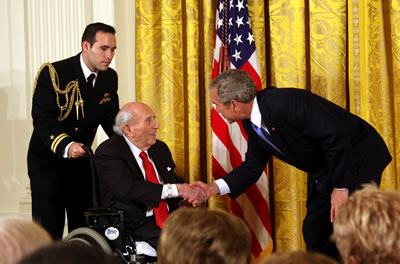
Roy Neuberger erhält 2007 von US-Präsident George W. Bush die National Medal of Arts

Das Museum wurde 1969 durch die Schenkung von 300 Kunstwerken von Roy R. Neuberger, einem der bedeutendsten privaten Kunstsammler, Philanthropen und Kunstförderer des 20. Jahrhunderts, gegründet. Roy Neuberger, der seine Leidenschaft für den Aktienhandel und die Kunst nutzte, um eine der angesehensten Partnerschaften an der Wall Street und eine der größten Privatsammlungen von Meisterwerken des 20. Jahrhunderts in den USA aufzubauen, lebte 101 Jahre in New York.

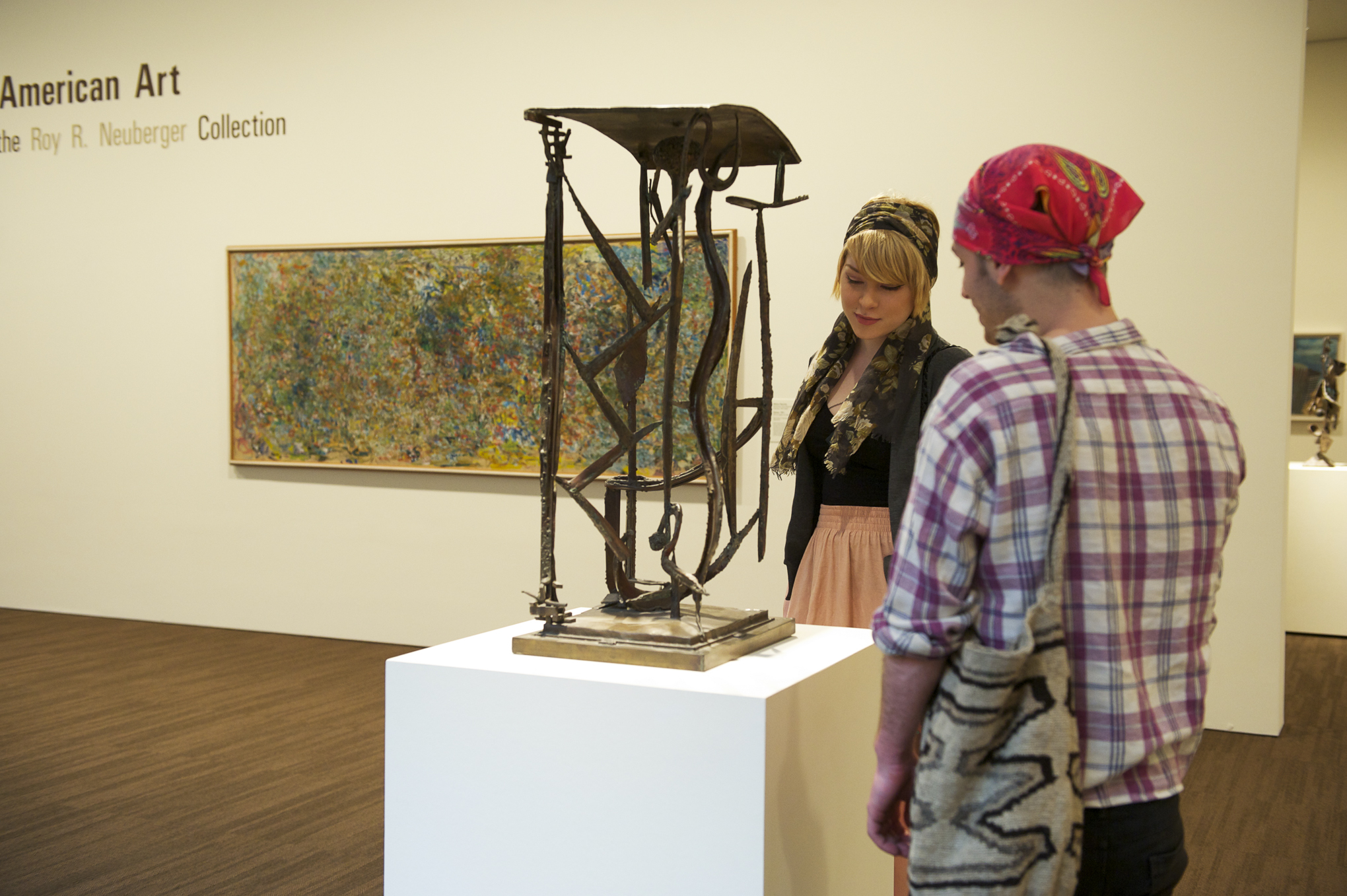
American Art Ausstellung im Neuberger Museum of Art

Roy Neuberger wollte eigentlich Kunst studieren, wurde dann aber Börsenmakler – ein Lebensweg, der einmal mit dem von Paul Gauguin in umgekehrter Richtung verglichen wurde. Als Gründer des Investmenthauses Neuberger & Berman war er einer der wenigen, die drei der größten Börsenkrisen an der Wall Street miterlebten: 1929, 1987 und 2008. Roy Neuberger begann in den späten 1930er Jahren mit dem Aufbau seiner Kunstsammlung, und obwohl er immer wieder dazu aufgefordert wurde, hat er nie ein Bild eines lebenden Künstlers verkauft. „Ich sammle Kunst nicht, wie es ein Investor tun würde“, sagt er. „Ich sammle Kunst, weil ich sie liebe.“ Seine Sammlungsstrategie basierte auf den Lektionen, die er in der Finanzwelt gelernt hatte. Er kaufte jedes Jahr mehr als im Vorjahr und erwarb oft große Konvolute auf einmal. So kaufte er 1948 von Milton Avery 46 Gemälde, mit dem Neuberger eng befreundet war. Schließlich besaß er über 100 Werke des Künstlers.
Das von Philip Johnson entworfene Museumsgebäude wurde im Mai 1974 eröffnet. Neuberger sagte oft, dass der wahre Geist seiner Sammlung im zweiten Stock zu finden sei, wo sich Gemälde von Jackson Pollock, Stuart Davis, Edward Hopper und Georgia O’Keeffe sowie zahlreiche Werke von Milton Avery befinden. 1974 fand die erste Ausstellung im Neuberger Museum of Art statt: The Making of a Museum 1. Anlässlich des 50-jährigen Jubiläums wurde 2024 die Gedächtnisausstellung The Making of a Museum: 50 Years veranstaltet. 1984 stiftete Neuberger der State University in Purchase weitere 1,3 Millionen Dollar und machte dem Museum of Modern Art und dem Metropolitan Museum of Art weitere bedeutende Schenkungen.

## Sammlung
Seit seiner Gründung ist die Sammlung des Museums auf über 6000 Kunstwerke angewachsen.

### Hauptwerke
- Edward Hopper, Barber Shop, 1931[4]
- Georgia O’Keeffe, Lake George by Early Moonrise, 1930[5]
- Marsden Hartley, Fishermen’s Last Supper, Nova Scotia, 1940[6]
- Lee Krasner, Burning Candles, 1955
- Jackson Pollock, Number 8, 1949[7]
- Alexander Calder, The Red Ear, 1957
- Mark Rothko, Old Gold Over White, 1956
- Willem de Kooning, Marilyn Monroe, 1954[8]
- Adolph Gotlieb, Evil Omen, 1946[9]
- Hans Richter Collection of Dada Art[10]

### Kunstförderung
Der alle zwei Jahre verliehene Roy R. Neuberger Prize würdigt das Werk herausragender zeitgenössischer Künstler und setzt damit das Engagement des Stifters fort, Künstler in einem frühen Stadium ihrer Karriere zu unterstützen.
Neben der Dauerausstellung zieht das Museum mit viel beachteten Sonderausstellungen Besucher aus der Region Westchester sowie aus dem In- und Ausland an. Führungen, Vorträge und Programme fördern den Austausch mit einer breiten und vielfältigen Gemeinschaft. Erwachsene, Familien, Schüler sowie Studierende und Lehrende des Purchase College nutzen das Museum als Ort der Begegnung.